# Graphiurus lorraineus
Graphiurus lorraineus è una specie di roditore della famiglia Gliridae. Si trova in Camerun, Repubblica Democratica del Congo, Ghana, Guinea-Bissau, Liberia, Nigeria, Sierra Leone, Tanzania e Uganda. Il suo habitat naturale sono le foreste tropicali o subtropicali, savane e piantagioni.

## Riferimenti
- Schlitter, D. & Grubb, P. 2004.  Graphiurus lorraineus.   2006 IUCN Red List of Threatened Species.